# Liang En-shuo
Liang En-shuo (2 de octubre de 2000) es una tenista taiwanesa.
Liang debutó en la WTA en Jiangxi Open 2018, después de pasar la clasificación y entrar al cuadro principal. Llegó hasta los cuartos de final donde perdió con la 80 del mundo y tercera pre-clasificada, Magda Linette en 3 set.
En abril de 2019, entraría por primera vez en el top200 después de llegar a semifinales en el torneo WTA 125ks de An-Ning en China.

## Títulos WTA 125s

### Dobles (1–0)
| Resultado | Fecha               | Torneos    | Superficie        | Pareja         | Oponentes                      | Resultado        |
| --------- | ------------------- | ---------- | ----------------- | -------------- | ------------------------------ | ---------------- |
| Campeona  | 31 de julio de 2021 | Charleston | Tierra batida (v) | Rebecca Marino | Erin Routliffe Aldila Sutjiadi | 5–7, 7–5, [10–7] |

## Títulos ITF (1)

### Individuales (1)
| Legend               |
| -------------------- |
| $100,000 tournaments |
| $80,000 tournaments  |
| $60,000 tournaments  |
| $25,000 tournaments  |
| $15,000 tournaments  |

| Títulos por superficie |
| ---------------------- |
| Dura (1)               |
| Tierra batida (0)      |
| Hierba (0–0)           |
| Carpet (0)             |

| N.º | Fecha              | Torneo                 | Precio  | Superficie | Oponentes  | Resultado     |
| --- | ------------------ | ---------------------- | ------- | ---------- | ---------- | ------------- |
| 1.  | 20 de mayo de 2018 | Incheon, Corea del Sur | $25,000 | Dura       | Han Na-lae | 6–2, 0–6, 7–5 |